# Santiago Textitlán
Santiago Textitlán là một đô thị thuộc bang Oaxaca, México. Năm 2005, dân số của đô thị này là 3929 người.